# Gemeinde Budva
Die Gemeinde Budva (montenegrinisch Општина Будва Opština Budva) ist eine Gemeinde in Montenegro. Der Verwaltungssitz ist der Hauptort Budva.

## Bevölkerung
Die Volkszählung aus dem Jahr 2011 ergab für die Gemeinde Budva eine Einwohnerzahl von 19.218. Davon bezeichneten sich 9.262 (48,19 %) als Montenegriner und 7.247 (37,71 %) als Serben.
| Zensus            | 1948 2 | 1953 2 | 1961          | 1971          | 1981          | 1991          | 2003          | 2011          |
| ----------------- | ------ | ------ | ------------- | ------------- | ------------- | ------------- | ------------- | ------------- |
| Einwohner         | 3825   | 4364   | 4834          | 6106          | 8632          | 11.717        | 15.909        | 19.218        |
| Montenegriner     |        |        | 4267(88,27 %) | 3953(64,74 %) | 6022(69,76 %) | 7326(62,52 %) | 7211(45,33 %) | 9262(48,19 %) |
| Serben            |        |        | 285(5,90 %)   | 1469(24,06 %) | 899(10,41 %)  | 2633(22,47 %) | 6502(40,87 %) | 7247(37,71 %) |
| Kroaten           |        |        | 185(3,83 %)   | 136(2,23 %)   | 121(1,40 %)   | 142(1,21 %)   | 178(1,12 %)   | 167(0,87 %)   |
| Jugoslawen        |        |        | 6(0,12 %)     | 285(4,67 %)   | 1272(14,74 %) | 1011(8,63 %)  | 117(0,74 %)   |               |
| Ethnische Muslime |        |        | 19(0,39 %)    | 30(0,49 %)    | 70(0,81 %)    | 175(1,49 %)   | 204(1,28 %)   | 113(0,59 %)   |
| Russen            |        |        |               |               |               | 5(0,04 %)     | 15(0,09 %)    | 210(1,09 %)   |